# Lista de unidades federativas do Brasil por índice de Gini
O Coeficiente de Gini é utilizado para calcular a desigualdade de distribuição de renda. Ele consiste em um número entre 0 e 1, onde 0 corresponde à completa igualdade de renda  (onde todos têm a mesma renda) e 1 corresponde à completa desigualdade (onde uma pessoa tem toda a renda, e as demais nada têm). O índice de Gini é o coeficiente expresso em pontos percentuais (é igual ao coeficiente multiplicado por 100).

## Índice
Listagem de unidades federativas brasileiras por Coeficiente de Gini em 2023.
| Posição | Unidade federativa  | Índice |
| ------- | ------------------- | ------ |
| 1       | Paraíba             | 0,559  |
| 2       | Piauí               | 0,552  |
| 3       | Distrito Federal    | 0,543  |
| 4       | Rio de Janeiro      | 0,540  |
| 5       | Rio Grande do Norte | 0,535  |
| 6       | Roraima             | 0,520  |
| Brasil  | Brasil              | 0,518  |
| 7       | Ceará               | 0,513  |
| 8       | Amazonas            | 0,512  |
| 9       | Acre                | 0,511  |
| 10      | Sergipe             | 0,507  |
| 11      | São Paulo           | 0,504  |
| 12      | Pará                | 0,501  |
| 13      | Pernambuco          | 0,496  |
| 14      | Maranhão            | 0,492  |
| 15      | Amapá               | 0,491  |
| 16      | Bahia               | 0,490  |
| 17      | Alagoas             | 0,486  |
| 18      | Espírito Santo      | 0,486  |
| 19      | Mato Grosso do Sul  | 0,477  |
| 20      | Tocantins           | 0,477  |
| 21      | Minas Gerais        | 0,476  |
| 22      | Goiás               | 0,473  |
| 23      | Rio Grande do Sul   | 0,466  |
| 24      | Paraná              | 0,463  |
| 25      | Rondônia            | 0,455  |
| 26      | Mato Grosso         | 0,452  |
| 27      | Santa Catarina      | 0,418  |